# Пшодково (гміна)
Гміна Пшодково (пол. Gmina Przodkowo) — сільська гміна у північній Польщі. Належить до Картузького повіту Поморського воєводства.
Станом на 31 грудня 2011 у гміні проживало 8082 особи.

## Територія
Згідно з даними за 2007 рік площа гміни становила 85.39 км², у тому числі:
- орні землі: 77.00%
- ліси: 11.00%

Таким чином, площа гміни становить 7.62% площі повіту.

## Населення
Станом на 31 грудня 2011:
| Опис     | Загалом | Загалом | Чоловіки | Чоловіки | Жінки | Жінки |
| -------- | ------- | ------- | -------- | -------- | ----- | ----- |
| одиниця  | осіб    | %       | осіб     | %        | осіб  | %     |
| все      | 8082    | 100     | 4089     | 50.59    | 3993  | 49.41 |
| міське   | 0       | 100     | 0        |          | 0     |       |
| сільське | 8082    | 100     | 4089     | 50.59    | 3993  | 49.41 |

## Сусідні гміни
Гміна Пшодково межує з такими гмінами: Жуково, Картузи, Шемуд.